# バーニー・ジョフリオン
バーニー・ジョフリオン（Bernard Joseph Andre Geoffrion、1931年2月16日 - 2006年3月11日）は、カナダ連邦ケベック州モントリオール生まれのプロアイスホッケー選手、コーチである。ポジションはライト・ウイング。愛称はブーン・ブーン（"Boom Boom"）。
NHLでは16シーズンのキャリアを持ちモントリオール・カナディアンズ、ニューヨーク・レンジャースで活躍した。1972年にはホッケーの殿堂入りを果している。

## 経歴

### プロ入りとカナディアンズ時代
14歳からモントリオール・カナディアンズのマイナーチームに所属し、1951年2月14日からメジャーチームの一員となった。NHL初シーズンで18試合しか出場経験がなかったため、翌シーズンにも新人王（カルダー記念賞）の受賞資格を保有していた。そして翌シーズン、伝家の宝刀ともいえるスラップショットを駆使し30ゴール、24アシストを上げ同賞を獲得した。
1961年にはNHL史上でチームメートであったモーリス・リシャールに次いで2人目となる1シーズン50ゴールを上げた。カナディアンズでは、スーパースターで左ウイングのリシャール、センターのジャン・ベリヴォーと同じラインでライト・ウイングを務め、チームを6度のスタンレー・カップ優勝に導いた。
16シーズンの現役生活で、883試合に出場し393ゴール、429アシストを上げるとともに、689分のペナルティ・ミニッツの記録を残した。現役当時は、乱戦模様の試合が数多く見られた時代で、その証として彼も鼻骨骨折6度、全身の縫い跡400針を負ったといわれる。1958年には、練習中の事故で大怪我を負い、緊急手術で命が助かるといった経験もしている。その怪我をしたシーズンには、医者の出場見合わせの勧めにもかかわらず、6週間後にリンクに戻りスタンレー・カップの決勝戦に出場している。
ジョフリオンに対する選手としての評価は、同時代にチームメートのモーリス・リシャール、ライバルのデトロイト・レッドウィングスにゴーディ・ハウ、アンディ・バスゲイトらの抜群の選手の陰に隠れがちであって、リーグ全体に名の通るスーパースターの地位を確立するところまでは行かなかったといわれる。事実、1955年（いわゆるリシャール暴動のあった年）には、リシャールを1ポイント差でかわして、得点王に輝いているが、それでもNHLオールスター戦の第2チームにしか選抜されなかった。このことから、内心は不満を抱いてホッケーを止めようとまで考えたが、リシャールやベリヴォーらの説得で踏みとどまったこともあるといわれる。
1964年に一度現役を引退したが、2シーズン後の1966年6月9日にニューヨーク・レンジャースにおいて現役復帰を果した。

### 引退後
1968年には完全に現役を引退し、レンジャースのコーチに就任するが、プレッシャーに耐えられないほど繊細な神経であったためか胃痛を基因として、1シーズン経過することなく退任する。
1972年になると、ジョフリオンはアトランタ・フレームス（カルガリー・フレームスの前身）の初代コーチに就任し、2シーズン半その任にあった。この間、1974年には同チームを初のプレイオフ進出に導いている。
1979年には、宿願であり彼が愛して止まなかったカナディアンズのコーチに就任する。しかし、またも胃痛などによりシーズン半ばで降板を余儀なくされ、アトランタの自宅に戻った。

### その他の活動
他方、1970年代から1980年代にかけて、ジョフリオンはミラー・ライトという銘柄のビールのテレビコマーシャルに登場した。このコマーシャルでは、引退した運動選手として他に、ヤンキースのビリー・マーチンや Bob Uecker が登場している。ジョフリオンは、強烈なフランス語訛りと荘重に聞こえる声、ユーモアのセンスと陽気な人柄で広告界の寵児でもあった。

## スラップショットの発明者
スラップ・ショット（slapshot）とはアイスホッケーにおけるシュートの打ち方の一つで、たとえるならばゴルフスイングのようにスティックを大きく振りかぶってからパックを激しく打撃する方法であるが、このシュート方法はジョフリオンが、カナディアンズのマイナー選手であった時代に発明したといわれている。ジョフリオンの愛称ブーン・ブーン（"Boom Boom"）は、加速されたパックがボードに当たった時の反響音に由来している。
現代のアイスホッケーにおいては特にゴールを遠くから狙う方法として極めて一般的な技術であるスラップ・ショットであるが、初めてジョフリオンのそれを見たリーグ関係者は驚きを隠せなかったと伝えられている。例えば、トロント・メープルリーフスのコーチであったハップ・デイは自身が1930年代にともにプレーした強力なシューターであるチャーリー・コナハーのことを回想しながら、「コナハーのショット以上に強烈だった。スティックを振りかぶったところまでは見えたが、パックがゴールに入るところはぜんぜん見えなかった。」といった旨のコメントを残している。

## アイス・ホッケー一家
息子のダンは、1978-1979シーズンはWHAのケベック・ノルディクス、1979-1980シーズンは父がコーチを務めるカナディアンズ、1980-1981シーズンはウィニペグ・ジェッツに所属したプロ・アイスホッケー選手である。1983-1984シーズンは日本アイスホッケーリーグの雪印でもプレーした。
また、孫のブレイクも元プロアイスホッケー選手である。

## 詳細情報

### 通算成績
| 1950-1951 | モントリオール・カナディアンズ | NHL     | 18  | 8   | 6   | 14  | 9   | 11  | 1  | 1  | 2   | 6  |
| 1951-1952 | モントリオール・カナディアンズ | NHL     | 67  | 30  | 24  | 54  | 66  | 11  | 3  | 1  | 4   | 6  |
| 1952-1953 | モントリオール・カナディアンズ | NHL     | 65  | 22  | 17  | 39  | 37  | 12  | 6  | 4  | 10  | 12 |
| 1953-1954 | モントリオール・カナディアンズ | NHL     | 54  | 29  | 25  | 54  | 87  | 11  | 6  | 5  | 11  | 18 |
| 1954-1955 | モントリオール・カナディアンズ | NHL     | 70  | 38  | 37  | 75  | 57  | 12  | 8  | 5  | 13  | 8  |
| 1955-1956 | モントリオール・カナディアンズ | NHL     | 59  | 29  | 33  | 62  | 66  | 10  | 5  | 9  | 14  | 6  |
| 1956-1957 | モントリオール・カナディアンズ | NHL     | 41  | 19  | 21  | 40  | 18  | 10  | 11 | 7  | 18  | 2  |
| 1957-1958 | モントリオール・カナディアンズ | NHL     | 42  | 27  | 23  | 50  | 51  | 10  | 6  | 5  | 11  | 2  |
| 1958-1959 | モントリオール・カナディアンズ | NHL     | 59  | 22  | 44  | 66  | 30  | 11  | 5  | 8  | 13  | 10 |
| 1959-1960 | モントリオール・カナディアンズ | NHL     | 59  | 30  | 41  | 71  | 36  | 8   | 2  | 10 | 12  | 4  |
| 1960-1961 | モントリオール・カナディアンズ | NHL     | 64  | 50  | 45  | 95  | 29  | 4   | 2  | 1  | 3   | 0  |
| 1961-1962 | モントリオール・カナディアンズ | NHL     | 62  | 23  | 36  | 59  | 36  | 5   | 0  | 1  | 1   | 6  |
| 1962-1963 | モントリオール・カナディアンズ | NHL     | 51  | 23  | 18  | 41  | 73  | 5   | 0  | 1  | 1   | 4  |
| 1963-1964 | モントリオール・カナディアンズ | NHL     | 55  | 21  | 18  | 39  | 41  | 7   | 1  | 1  | 2   | 4  |
| 1966-1967 | ニューヨーク・レンジャース     | NHL     | 58  | 17  | 25  | 42  | 42  | 4   | 2  | 0  | 2   | 0  |
| 1967-1968 | ニューヨーク・レンジャース     | NHL     | 59  | 5   | 16  | 21  | 11  | 1   | 0  | 1  | 1   | 0  |
| NHL合計   | NHL合計                        | NHL合計 | 883 | 393 | 429 | 822 | 689 | 132 | 58 | 60 | 118 | 88 |

### 表彰
- カルダー記念賞（リーグ新人王） 1952年
- ハート記念賞（シーズン最優秀選手賞） 1955年
- アート・ロス記念賞（シーズン得点王） 1955年、1961年
- NHLオールスター第1チーム選抜 1961年
- NHLオールスター第2チーム選抜 1955年、1960年
- ホッケーの殿堂 1972年